# Autogram (album)
Autogram je šesnaesti studijski album Cece Ražnatović koji je objavljen za Ceca Music 25. lipnja 2016. godine.
Ceca je nadolazeći album prvi puta najavila u 2015. godini, a početkom 2016. najavila je da će biti objavljen u lipnju. 
Dana 19. lipnja otkrila je popis pjesama i naslov albuma, a sljedećeg je dana otkrila sliku albuma te reklamu koja je uključivala isječak iz pjesme »Didule«. Uz to je otkriveno i da će album biti objavljen 25. lipnja. 
Sve su pjesme s albuma bile ubjavljene u videima s tekstovima pjesama u večer 24. lipnja, isti dan kada su i pjesme »Autogram«, »Cigani« i »Trepni« debitirale na radiju te internetu.

## Popis pjesama
| 1.    | »Autogram«             | Marina Tucaković • Milan Radulović | Damir Handanović | 3:13 |
| 2.    | »Dobrotvorne svrhe«    | Tucaković                          | Bojan Vasić      | 3:31 |
| 3.    | »Didule«               | Tucaković                          | Handanović       | 3:24 |
| 4.    | »Trepni«               | Tucaković                          | Vasić            | 4:20 |
| 5.    | »Metar odavde«         | Tucaković • Aleksandar Tomić       | Vasić            | 3:32 |
| 6.    | »Anđeo drugog reda«    | Ljiljana Jorgovanović • Tucaković  | Handanović       | 3:11 |
| 7.    | »Luda za sebe«         | Tucaković                          | Kiki Lesendrić   | 3:01 |
| 8.    | »Cigani«               | Jorgovanović • Tucaković           | Handanović       | 3:25 |
| 9.    | »Netačan odgovor«      | Tucaković                          | Handanović       | 3:24 |
| 10.   | »Jadna ti je moja moć« | Tucaković                          | Handanović       | 3:10 |
| 11.   | »Nevinost«             | Biljana Spasić                     | Husein Alijević  | 4:20 |
| 38:31 |                        |                                    |                  |      |

## Izdanja
| Regija | Datum            | Izdavač    | Format(i) | Ref.  |
| ------ | ---------------- | ---------- | --------- | ----- |
| Srbija | 25. lipnja 2016. | Ceca Music | CD        | [ 2 ] |

## Suradnici
- Aranžman: Damir Handanović, Marko Cvetković, Bojan Vasić
- Tekst: Marina Tucaković, Ljiljana Jorgovanović
- Harmonika: Damir Handanović, Enes Mavrić, Srećko Mitrović
- Akustična gitara: Goran Božović, Petar Trumbetaš
- Prateći vokali: Svetlana Ražnatović, Anastasija Ražnatović, Damir Handanović, Dragana Rakčević, Mirko Gavrić
- Bass: Damir Handanović, Miroslav Tovirac
- Buzuki: Petar Trumbetaš
- Truba: Miloš Nikolić
- Bubnjevi: Damir Handanović
- Električna gitara: Petar Trumbetaš
- Violina: Sunaj Ibraimović
- Klavijatura: Damir Handanović, Bojan Vasić, Marko Cvetković, Srećko Mitrović
- Produkcija: Damir Handanović, Mirko Gavrić
- Fotografije: Miloš Nadaždin
- Izgled: Stanislav Zakić